# Kawasaki VN 2000
Die VN 2000 ist ein seit 2004 vom japanischen Hersteller Kawasaki hergestelltes Motorradmodell aus dem Cruiser Segment. Sie gehört zu der seit 1986 angebotenen VN-Baureihe und ist das derzeit hubraumstärkste Motorradmodell mit einem Zweizylinder-V-Motor.

## Revisionen
Die unter der internen Bezeichnung VN 2000 A geführte VN 2000 wurde bisher in zwei verschiedenen Ausführungen angeboten. Während das 2004 Modell mit einem „stromlinienförmigen“ Scheinwerfergehäuse (siehe Bild in der Infobox) ausgeliefert wurde, hat das derzeit erhältliche Modell (ab Version 2008) einen, dem der VN 1600 ähnelnden Scheinwerfer und wird von Kawasaki unter der Bezeichnung VN 2000 Classic angeboten. Darüber hinaus wurde die Leistung Mitte 2008 von 103 auf 94 PS reduziert und ermöglicht eine bei einigen Versicherern preisgünstigere Einstufung unterhalb von 98 PS.

## Technische Daten
|                        | VN2000                             | VN2000 Classic                     |
| ---------------------- | ---------------------------------- | ---------------------------------- |
| Motor                  |                                    |                                    |
| Bohrung × Hub          | 103 × 123,2 mm                     | 103 × 123,2 mm                     |
| Verdichtungsverhältnis | 9,0:1                              | 9,0:1                              |
| Ventil-/Einlasssystem  | 8 Ventile, OHV                     | 8 Ventile, OHV                     |
| Gemischaufbereitung    | Elektronische Saugrohreinspritzung | Elektronische Saugrohreinspritzung |
| Zündung                | digital                            | digital                            |
| Starter                | elektrisch                         | elektrisch                         |
| Rahmen                 |                                    |                                    |
| Rahmentyp              | Doppelschleifen-Stahlrohr-Rahmen   | Doppelschleifen-Stahlrohr-Rahmen   |
| Radfederweg, vorn      | 150 mm                             | 150 mm                             |
| Radfederweg, hinten    | 100 mm                             | 100 mm                             |
| Maße und Gewichte      |                                    |                                    |
| Sitzhöhe               | 690 mm                             | 680 mm                             |
| Tankinhalt             | 21 Liter                           | 21 Liter                           |